# TV Jovem Pan
TV Jovem Pan (chamada nos primeiros anos de Jovem Pan TV) foi uma emissora de televisão brasileira sediada em São Paulo, capital do estado homônimo. Operava no canal 16 UHF e foi inaugurada em 1991 pelo empresário Antônio Augusto Amaral de Carvalho (conhecido como Tuta) em parceria com João Carlos di Genio e Fernando Vieira de Mello, que pouco tempo depois venderam suas cotas para Hamilton Lucas de Oliveira. Pertencia ao Grupo Jovem Pan, e sua sede se localizava na Barra Funda, onde após a extinção da emissora, em 1995, passou a funcionar a sede da Rede Record. Sua programação era ligeiramente baseada na CNN, e resumia-se em documentários, jornalismo e transmissões esportivas, realizadas em parceria com a rádio Jovem Pan.

## História

### Antecedentes
No ano de 1987, o então presidente José Sarney outorgou a Jovem Pan uma concessão de TV. Desde o fechamento da TV Tupi, a família Machado de Carvalho discutia o lançamento de uma versão televisiva da Pan, fato que foi amplamente divulgado nas rádios do grupo.
Para a viabilização do projeto, foram investidos mais de US$ 16 milhões em equipamentos, sendo US$ 3,5 milhões somente em permutas com empresas como Pirelli, Ford, Philco, Concremix e tantas outras que garantiam seus espaços na emissora em troca de fornecimento de equipamento e materiais. Mais de US$ 9 milhões foram aplicados em equipamentos de última geração e o restante foi aplicado na reforma de um prédio no bairro da Barra Funda, zona oeste de São Paulo, que abrigaria quatro estúdios e o departamento comercial, administração, diretoria e presidência.
A torre de transmissão, localizada na Avenida Paulista, tinha a mesma altura que a torre da Globo e com dez vezes mais potência que a torre da emissora líder de audiência no Brasil, além de contar com a possibilidade de transmissão em som estéreo e em SAP. Na época, havia até um sensor que determinava o tempo, o indicando por cores.
Dentre tantos aparatos, a nova emissora contava com ônibus com outras seis câmeras sem fio, gerador de caracteres, nove viaturas e um helicóptero, além de já ter assegurado, através de um contrato com a Embratel que seu sinal fosse transmitido em todo o país via antenas parabólicas, além de iniciar uma rodada de negociação com outras emissoras Brasil afora para uma possível afiliação.
Quanto a programação, o diretor vice-presidente da Jovem Pan Marcelo Mainardi afirmava a jornais da época que a nova emissora investiria em programação ao vivo e estaria amparada no mesmo tripé de programação que a Jovem Pan AM (esporte, jornalismo e prestação de serviço).

### Implantação do sinal
No final de 1990, a TV Jovem Pan já realizava transmissões experimentais entre 12h e 0h, podendo ser captada num raio de 50 km a partir da Avenida Paulista. A primeira transmissão foi feita durante o décimo-quarto aniversário da Jovem Pan FM. Nesse período, alguns jogos do Campeonato Brasileiro foram gravados para servir de treinamento a futura equipe de narradores e comentaristas.

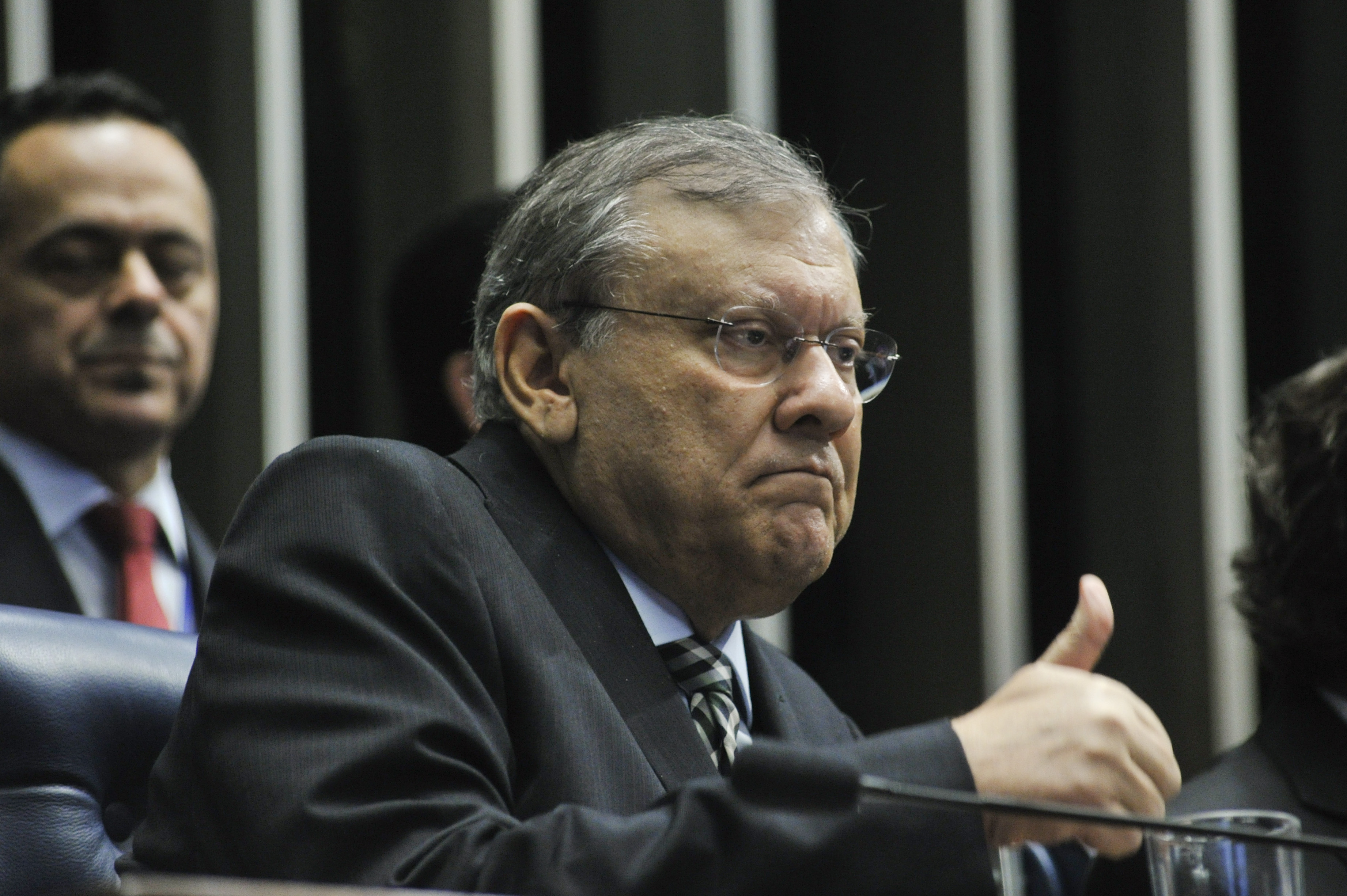
Milton Neves (foto) era um dos principais narradores da emissora

Em janeiro de 1991, a emissora realizava transmissões regulares da Copa São Paulo de Futebol Junior, além do campeonato Campeonato Paulista de Futsal e o Torneio Clausura do Campeonato Argentino. No segundo semestre, também passou a transmitir o Campeonato Paulista. A cobertura se tornou referencia pela inovação das câmeras espalhadas pelo campo. Por questões contratuais, os jogos eram transmitidos somente as 22h com narração de Flávio Prado e Milton Neves.
Para o lançamento oficial, foi lançado uma campanha em parceria com a Abril Radiofusão (dono da então MTV Brasil, que também só poderia ser captada em UHF) que funcionava basicamente como um tutorial para que os televisores captassem a frequência UHF. A campanha envolvia a rádio, as revistas do grupo Abril e milhares de panfletos espalhados pela Grande São Paulo.
No entanto, os primeiros empecilhos já começam a aparecer, já que não havia previsão para a inauguração oficial da emissora e tampouco uma equipe de jornalismo formada, tendo um prazo (de acordo com a lei) para entrar no ar até o final daquele ano. Outros contratempos que colaboraram para o retardamento da estreia da emissora foram os atrasos na entrega de equipamentos, recontratação de empreiteira, concordata de fornecedores de antenas e um processo burocrático de separação administrativa e contábil da rádio.
Em abril daquele ano, a Indústria Brasileira de Formulários (IBF) de Hamilton Lucas de Oliveira negocia uma participação de 40% na TV Jovem Pan, algo avaliado em US$ 10 milhões (anos depois, também administraram a Rede Manchete), dentre os interessados em adquirir parte da recém-criada emissora estavam Boni, diretor de programação da Globo e até Roberto Irineu Marinho, filho mais velho de Roberto Marinho.
As negociações se encerram em agosto, quando a IBF finalmente consegue os 40% de participação na TV Jovem Pan, no entanto, a participação da IBF gerou estranheza na grande imprensa. O Jornal do Brasil questionava em uma matéria “Por que, afinal, um grupo sem nenhuma experiência com empresas jornalísticas estaria entrando nesse ramo de negócio num momento econômico difícil?” 
Mesmo sem uma programação formada, a TV Jovem Pan já atingia outras cidades além da Grande São Paulo, com seu sinal sendo transmitido em Sorocaba, Salto e Itu e com previsão de implantação em outras 77 cidades. Em 1992, ainda escorada em documentários, filmes antigos e transmissões esportivas, a emissora se vê em meio de muita boataria. Dentre eles, de que Hamilton Lucas estaria disposto a aumentar sua participação na emissora e até uma parceria com o grupo mexicano Televisa estava sendo especulada.
A decadência começava naquele mesmo ano, pouco após a transmissão da Copa Libertadores da América, quando gerou imagens para a Rede OM. A cobertura foi interrompida antes do final e aos poucos os eventos foram saindo da grade de programação. As desavenças entre os três sócios eram muitas, estas acarretaram em salários atrasados, anunciantes que perderam o interesse e o descumprimento de compromissos. Em entrevistas recentes, Tuta afirma que para Di Gênio, os investimentos feitos eram "superfaturados".

### CPI da Jovem Pan
Em novembro de 1992, a TV Jovem Pan não tinha um gerador de receita para que o pagamento de suas dívidas fosse efetuado. Além disso, as inúmeras discordâncias entre os proprietários da emissora transformaram o projeto num grande “elefante branco”. A solução encontrada por Tuta e Hamilton foi a dissolução da emissora.
Entretanto, a tentativa de dissolução foi impedida por Di Gênio, o terceiro sócio que alegava que a emissora era viável. Em maio de 1993, é instaurada a CPI (Comissão Parlamentar de Inquérito) da TV Jovem Pan, na qual foi investigado as irregularidades na formação da emissora.
Em junho, a CPI encaminha um documento pedindo a intervenção federal na emissora, amparado em denúncias como desvio de verbas, superfaturamento de US$ 5 milhões. As coisas pioram quando se descobre o envolvimento de Hamilton Lucas no esquema de PC Farias, desgastando ainda mais a imagem da emissora.
Cinco meses depois, Tuta é retirado da sociedade. Suas cotas deixavam de existir e ele receberia o valor do capital social quando a emissora tivesse recursos para paga-lo. De acordo com Fernando Simão, jornalista contratado da emissora na época, os problemas começaram assim que Hamilton Lucas entrou na sociedade.
O plano de Hamilton era declarar a falência da emissora para que suas ações caíssem e, então, ele pudesse compra-las e ter maior e/ou total poder sobre os rumos da programação. A CPI concluiu que houve prática de sonegação fiscal, enriquecimento ilícito por parte de Hamilton e Tuta, além do reconhecimento de diversas dividas com o FGTS e o INSS.

### Extinção
Em 1995, a TV Globo São Paulo e a TV Record travam uma disputa para a compra da sede da TV Jovem Pan na Barra Funda. Sagra-se vencedora a Record, que leva o prédio, 32 câmeras Beta, três estúdios e quatro unidades móveis. Estima-se que a compra girou em torno de US$ 30 milhões.
O dinheiro arrecadado na venda da propriedade permitiu que Tuta fosse finalmente ressarcido e a emissora pudesse seguir novos rumos, agora com uma sede mais modesta, outro nome e comandada apenas por Hamilton Lucas e Di Gênio.
No mês de julho daquele mesmo ano, o canal 16 UHF passa a transmitir a programação do Canal Brasileiro da Informação e vende seus horários para o Shop Tour, tornando-se um canal de TV especializado em vendas.